# Pari mutuel urbain
« PMU » redirige ici. Pour les autres significations, voir PMU (homonymie).

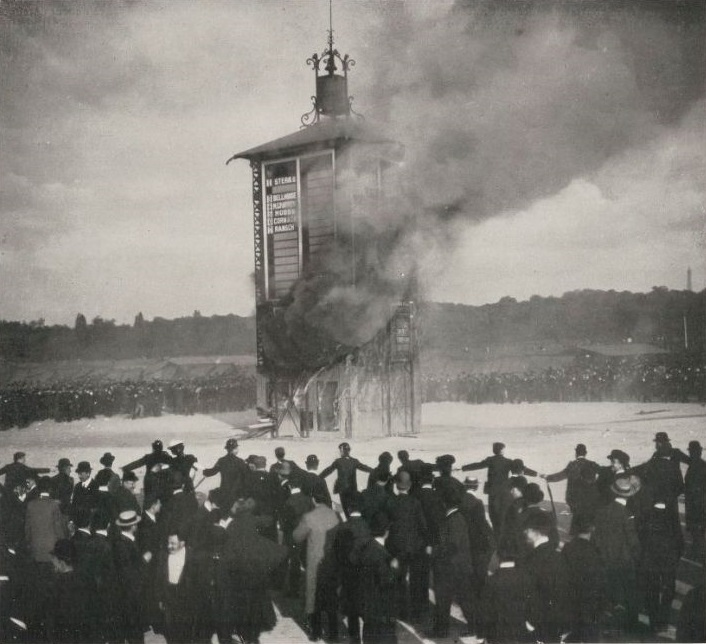
Longchamp, 14 octobre 1906, incendie par la foule de la baraque du Pari mutuel.

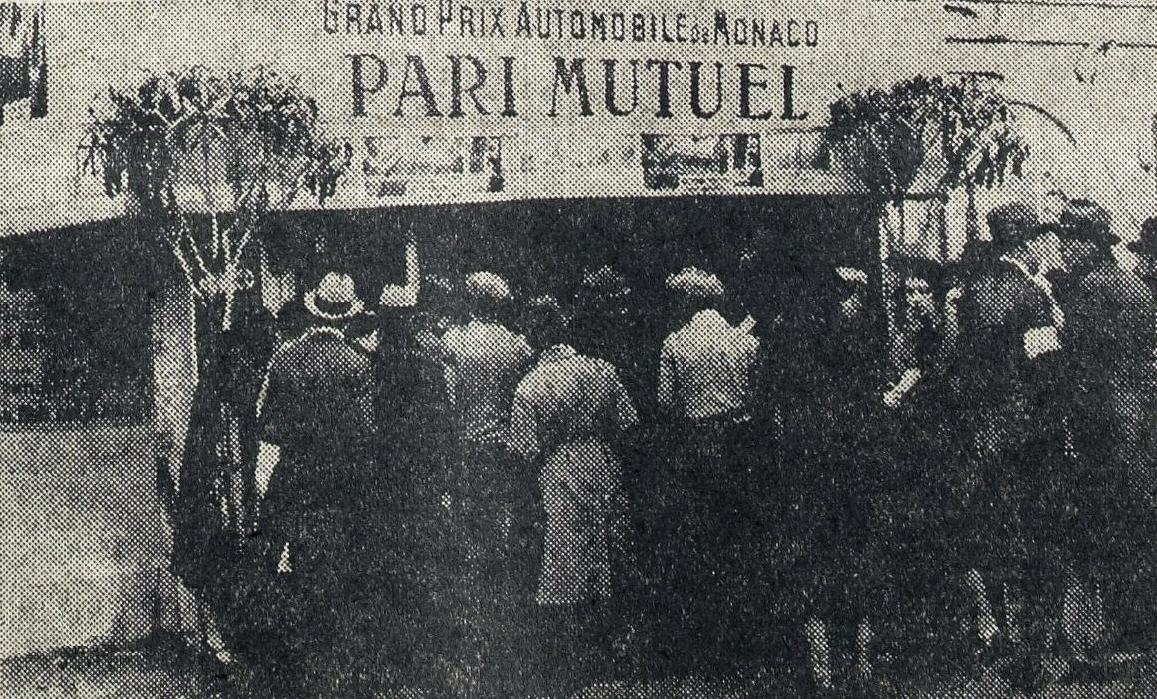
Installation d'un Pari mutuel pour le Grand Prix de Monaco 1930.

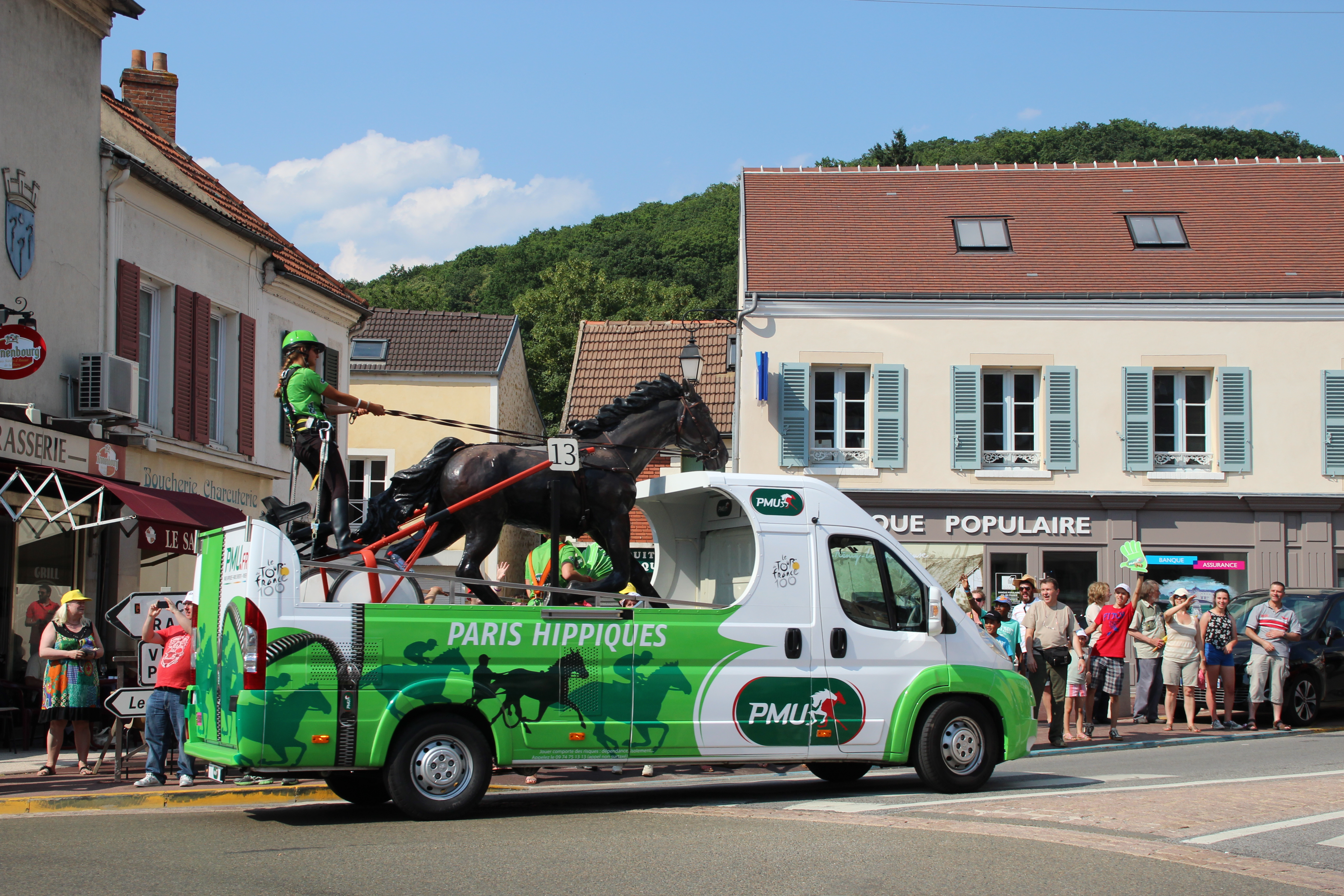
Véhicule publicitaire pour le PMU dans la caravane du Tour de France 2013

Le Pari mutuel urbain (PMU) est un groupement d'intérêt économique ayant le monopole des paris hippiques dont les activités sont la conception, la promotion, la commercialisation et le traitement des paris sur les courses de chevaux. Depuis la loi sur l’ouverture à la concurrence du marché des jeux d'argent en ligne en mai 2010, il propose aussi des paris sportifs et des jeux de poker en ligne.
Le PMU est le premier opérateur de paris hippiques en Europe et le no 3 mondial, ainsi que le premier exportateur mondial dans son domaine.

## Histoire

### Création
À l'origine organisés de façon sauvage par des bookmakers, les paris sur les hippodromes vivent sans structure. En 1891, Joseph Oller invente la mutualisation des paris. La loi du 2 juin 1891 met fin à l'arbitraire des bookmakers, car elle repose sur un principe simple : les parieurs jouent les uns contre les autres et les sommes jouées sont partagées entre les gagnants. C'est le début du pari mutuel.
Par la loi du 16 avril 1930, les Sociétés de Courses, seuls organismes habilités depuis 1891 à organiser les courses de chevaux et à vendre des paris, reçoivent l'autorisation d'enregistrer les paris à l'extérieur des hippodromes exclusivement sous forme mutualiste. Elles créent alors un service commun, le Pari mutuel urbain.

### Évolution

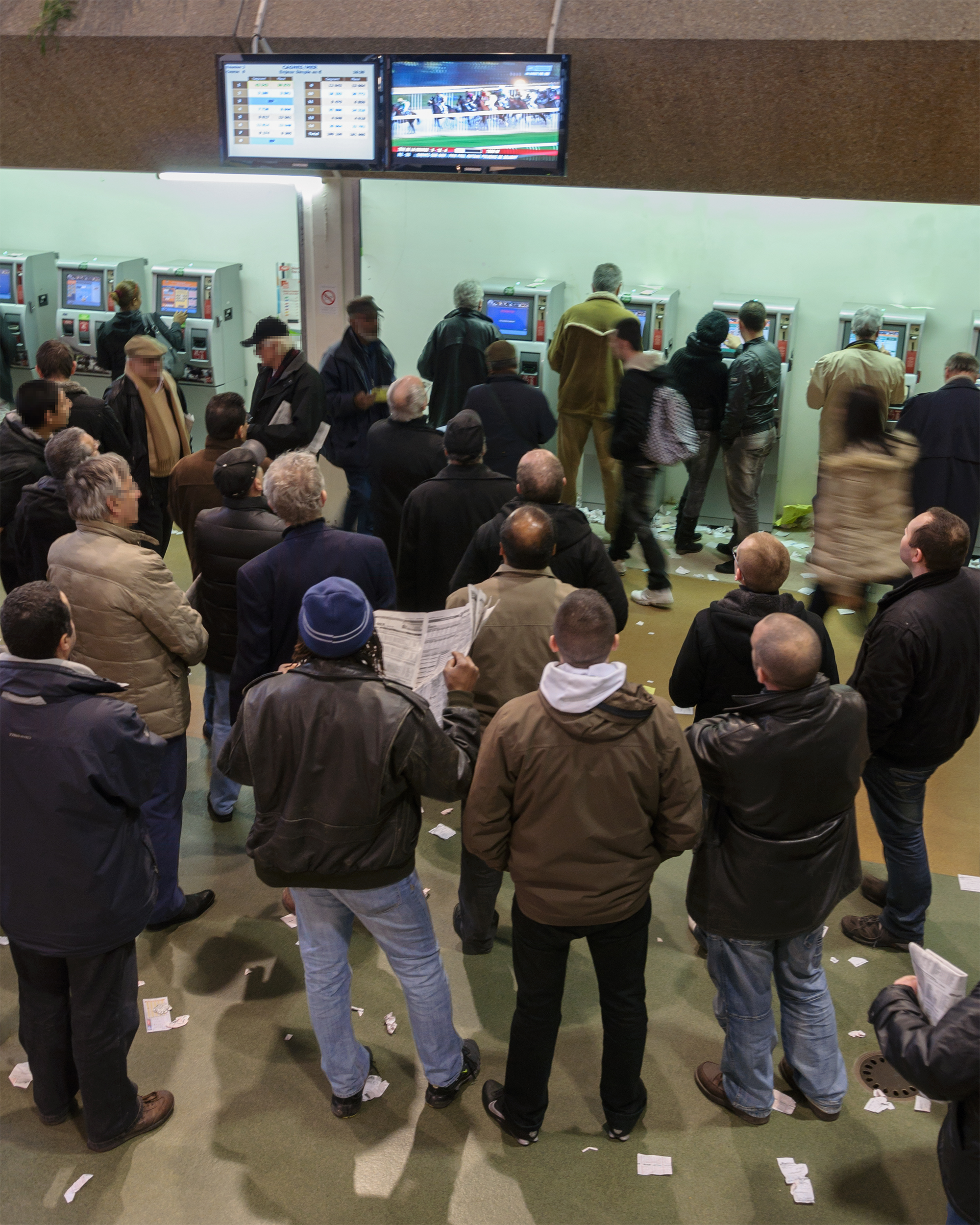
Pari hippique à l’hippodrome de Vincennes à Paris : attente de résultats de courses.

Jusqu'en 1954, les paris joués sont des paris relativement simples, qui consistent à trouver, soit le premier, soit les deux premiers chevaux d'une course. En 1954, André Carrus, créateur et directeur symbolique du PMU, invente un pari qui offre des rangs de gains différents. Il intègre la notion d'ordre et de désordre. Le premier Tiercé se court à Enghien-les-bains en France, le 22 janvier 1954. La même année, André Carrus organise le traitement des paris, de façon manuelle, mais pratique et rapide. Du bordereau encoché à volets carbonés, la pince à encocher, la valideuse à la main jusqu'aux aiguilles à trier, tout le réseau fonctionne ainsi grâce à un système ingénieux de traitement différé et une organisation rigoureuse. Il faut attendre 1987 pour que le traitement des paris soit informatisé.
En 1985, le PMU devient un GIE (groupement d'intérêt économique) regroupant 57 sociétés de courses, toutes associations à but non lucratif.
Aujourd’hui, le PMU offre tous les jours des paris sur les courses de chevaux sur le territoire français. À travers ses partenariats avec de nombreux pays, le PMU peut également proposer des paris sur des courses étrangères et vendre ses propres paris sur les courses françaises à d’autres pays. Les joueurs peuvent parier dans les points de vente (13 200 points de vente recensés en France métropolitaine et dans les départements d'outre-mer, par SMS ou Viber). Les parieurs peuvent suivre les courses hippiques dans leur point de vente via Equidia, qui retransmet l’intégralité des courses en direct. Depuis 2015, l’offre de paris hippiques en ligne est distincte de celle des points de vente ; ainsi sur PMU.fr, on trouve des e-paris avec des masses propres au jeu online. Conformément au principe du pari mutuel, le PMU répartit les sommes jouées entre les gagnants après déduction des prélèvements.
Les paris hippiques sont soumis en France à la loi du 2 juin 1891. Celle-ci, consolidée par le décret no 97-456 du 5 mai 1997, entraîne pour le PMU un statut de monopole pour l'organisation et la collecte des paris hippiques. En 2010, le secteur des jeux d'argent en ligne est ouvert à la concurrence, et des autorisations sont délivrées par l'Autorité de régulation des jeux en ligne (ARJEL) à des entreprises concurrentes pour l'organisation et la collecte de paris en ligne.
À l'ouverture du marché des jeux en ligne, l'ARJEL délivre au PMU une licence pour proposer des paris sportifs et du poker sur son site internet PMU.fr.
L’ordonnance du 2 octobre 2019 réforme la régulation des jeux d'argent et de hasard, l’Autorité nationale (ANJ) des jeux remplace l’ARJEL. L’ANJ est une autorité administrative indépendante, chargée de la régulation des paris sportifs et des jeux d'argent et de hasard, qui relevaient autrefois du monopole de l’État.
En août 2025, l'Etat annonce vouloir réformer le PMU via le pacte "Pacte PMU 2030" et changer son statut pour le faire évoluer en GIE commercial afin qu'il ait davantage d'autonomie stratégique.

### Historique des logos

Logo du PMU pour la période 1954-1971.
Logo du PMU pour la période 1971-1986
Logo du PMU pour la période 2008-2015.
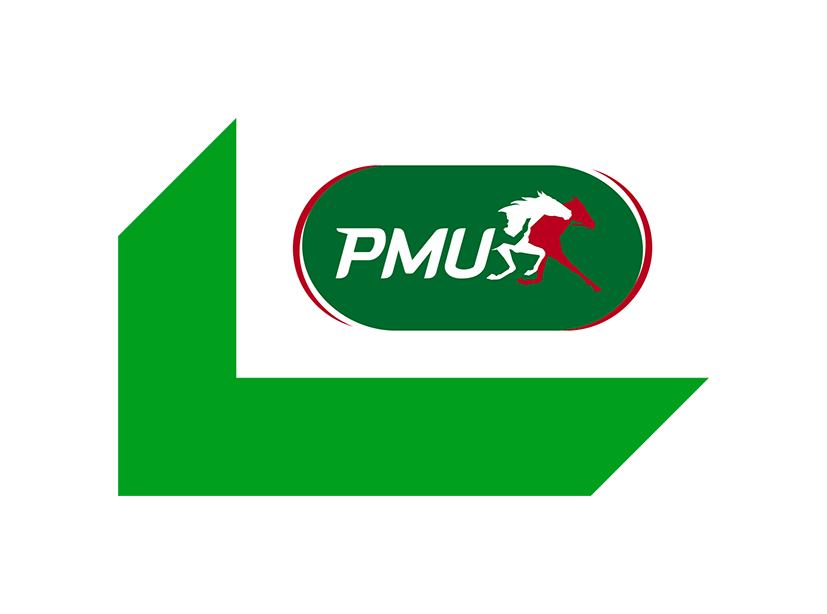
Logo PMU pour la période 2015-2023[8].
Logo du PMU depuis 2024.

## Structure et gestion

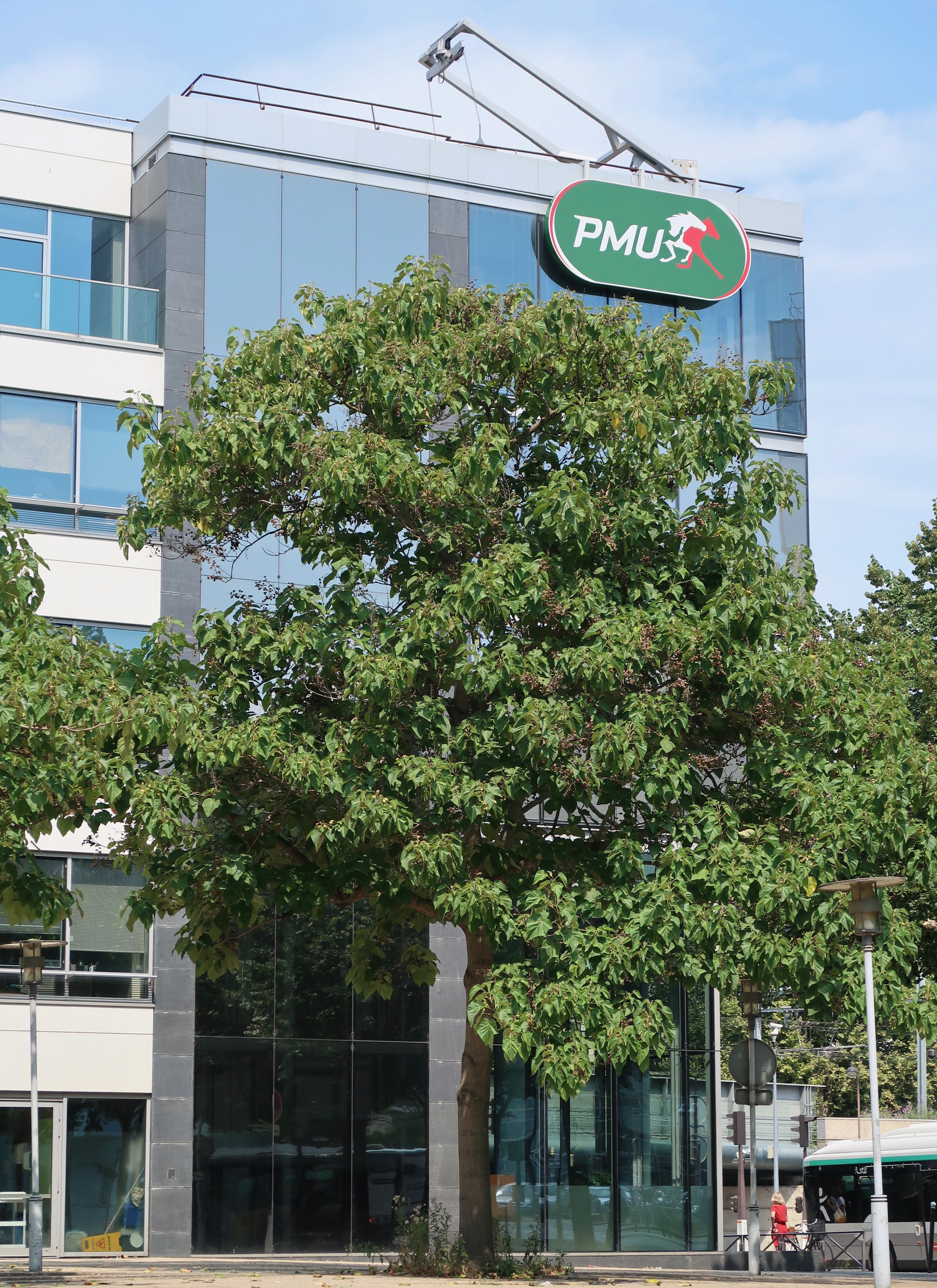
Siège 2 rue du Professeur-Florian-Delbarre, vu depuis la place Albert-Cohen.

### Management et organisation
Depuis 1985, le PMU est doté d'un statut de GIE (groupement d'intérêt économique) regroupant 58 sociétés de courses, qui sont toutes des associations à but non lucratif. Parmi elles, deux sociétés règlementent et dotent les courses, chacune dans sa discipline : France Galop pour les courses de plat et d'obstacle, et Le Trot pour les courses de trot.
La gouvernance du GIE PMU est assurée par un conseil d'administration composé de 12 membres. Richard Viel est président du conseil d’administration, ayant succédé à Philippe Augier en juillet 2022.
Emmanuelle Malecaze-Doublet est directrice générale depuis juillet 2022 et la fin de la période de direction générale par intérim, exercée par Philippe Augier depuis le départ de Cyril Linette en octobre 2021.

### Contrôles
Le PMU est soumis aux tutelles :
- du ministère de l'Agriculture et de l'Alimentation,
- du ministère de l'Économie et des Finances.

### Chiffre d'affaires
En moyenne, le PMU reverse 85% enjeux aux gagnants, 7 % à l'État et 7 % aux sociétés de courses hippiques[réf. nécessaire]. Le reste étant réparti entre les charges d'exploitation du PMU et les commissions aux partenaires. En 2022, la contribution totale du PMU (taxe affectée + résultat net) reversée aux sociétés de courses hippiques s’élevait à 827 millions d’euros (760 millions d’euros en 2019),. Cette contribution permet de faire vivre un secteur économique qui représente près de 70 000 emplois directs et qui est une référence pour les autres marchés, notamment européens. Initié en 2019, le recentrage sur l’ADN du PMU – le pari hippique - et la réduction de l'offre de courses afin de maximiser les paris, qui pouvait sembler contre-intuitive au départ, produit des résultats, puisque l’évolution annuelle du chiffre d’affaires est passée de -3,3% en 2018 à -0,5% en 2019. En parallèle, le PMU a mis en place une politique de maîtrise des charges et de baisse des coûts de l’ordre de 80 millions d'euros sur trois ans. Ces résultats supérieurs aux prévisions ont permis au PMU de dégager un résultat net de 760 millions d’euros en 2019.
En 2020, durant la crise sanitaire et en l'absence de courses françaises, suspendues entre 17 mars et le 11 mai, le PMU est parvenu à maintenir 10 % de son chiffre d'affaires grâce aux paris sur une offre d'épreuves étrangères. Durant cette période une partie de la clientèle s’est reportée sur l’offre digitale du PMU et paraît, depuis, avoir adopté durablement cette pratique du pari en ligne.
Cinq semaines après la reprise des courses hippiques en France, le PMU avait retrouvé son niveau d'activité d'avant crise. Fin septembre, le PMU s’est félicité d’avoir réalisé un des meilleurs étés de son histoire affichant des niveaux exceptionnels.
En décembre 2020, le PMU annonce un plan d’aide de huit millions d’euros à destination des cafetiers et buralistes afin de les soutenir face à la crise du coronavirus.

### Activités internationales

Logo de PMU Partenaire.

Premier exportateur mondial dans son domaine, le PMU développe ses activités à l'étranger, notamment au Royaume-Uni, à Singapour, à Hong Kong, en Australie ou encore au Japon et dans une partie de l'Afrique,.
Les activités du PMU en Afrique sont initialement gérées par la société PMU Partenaire, créée en 2016 et détenue par le PMU (34 % des parts) et par l'entrepreneur Yves Vatelot (66 % des parts), auquel le PMU rachète par la suite l'intégralité des parts en 2021. En 2017, elle lance les partenariats avec les Seychelles, Madagascar et Maurice puis en 2018 avec le Tchad, la République du Congo,, la Centrafrique et le Mozambique. En 2019, le Cameroun, et le Gabon, rejoignent également la masse commune internationale. Ces pays offrent à leurs joueurs des paris sur les courses de chevaux françaises. Comme en France, les paris suivent le principe du pari mutuel.

## Typologie des paris
Il existe de nombreux types de jeux au PMU, mais aussi différentes techniques de jeu.

### Une fois par jour
- Quinté+

Quinté +

Quarté +

Tiercé

Le principe est de trouver les 5 premiers chevaux de l'arrivée en précisant l'ordre. La mise de base au Quinté+ est de 2 €. C'est l'un des paris les plus populaires en France.
- Quarté+

Le principe est de trouver les 4 premiers chevaux de l'arrivée en précisant l'ordre. La mise de base au Quarté+ est de 1,5 €.
- Tiercé

Le principe est de trouver les 3 premiers chevaux de l'arrivée en précisant l'ordre. La mise de base au Tiercé est de 1 €.
NB : Le Tiercé autrefois et le Quinté + aujourd'hui sont souvent utilisés par métonymie pour désigner la course qui leur sert de support.

### Autres paris
- Super 4

Le principe est de trouver les 4 chevaux d'arrivée en précisant l'ordre. La particularité de ce jeu est que le Super 4 ne se joue que sur les courses ayant 5 à 9 partants et fait masse unique avec les jeux Trio sur les courses où sont proposés ces jeux, pour garantir des rapports cohérents entre eux. Si le nombre de partants est compris entre 5 et 7, le Super 4 ne fait masse unique qu'avec le Trio Ordre ; s'il est compris entre 8 et 9, le Super 4 fait masse unique avec le Trio Ordre ET le Trio. La mise de base au Super 4 est de 1 €
- Pick 5

Le principe est de trouver les 5 premiers chevaux de l'arrivée sans notion d'ordre. Le Pick 5 se joue sur des courses d'au moins 12 partants. La mise de base au Pick 5 est de 1 €. Depuis le 1er janvier 2016, le Pick 5 est disponible trois à quatre fois par jour.
- 2sur4

Le principe est de trouver 2 chevaux parmi les 4 premiers quel que soit l'ordre. La mise de base au 2sur4 est de 3 €.
- Mini-Multi

Le principe est de trouver les 4 premiers chevaux de l'arrivée quel que soit l'ordre, en choisissant de jouer soit 4, 5 ou 6 chevaux. La mise de base au Mini-Multi est de 3 €.
- Multi

Le principe est de trouver les 4 premiers chevaux de l'arrivée quel que soit l'ordre, en choisissant de jouer soit 4, 5, 6 ou 7 chevaux. La mise de base au Multi est de 3 €.

### Sur toutes les courses
- Simple

Simple

Couplé

Trio

Report+

Le principe du Simple est de trouver le cheval gagnant (Simple Gagnant) et d’avoir un cheval parmi l'un des 2 ou 3 premiers (Simple Placé). Il faut trouver un cheval parmi les 2 premiers, si la course comporte entre 4 et 7 partants, ou parmi les 3 premiers, si la course comporte au moins 8 partants. La mise de base au Simple est de 1,5 €.
- Simple Jackpot

Le principe est de jouer un pari Simple Gagnant ou Simple Placé, mais pour chaque pari Simple enregistré, le parieur reçoit sur son reçu de jeu un multiplicateur allant de 1 à 1 000, au hasard. Si le pari Simple est gagnant, le parieur multiplie son gain. La mise de base au Simple Jackpot est de 2 € (1,5 € pour le pari Simple + 0,5 € pour le multiplicateur)
- Couplé

Le principe est de trouver 2 chevaux qui se classent aux 2 premières places dans n'importe quel ordre (Couplé Gagnant), parmi les 3 premières places dans n'importe quel ordre (Couplé Placé) ou aux 2 premières places dans l'ordre (Couplé Ordre) (les rapports étant différents). Le Couplé Gagnant et le Couplé Placé se jouent sur toutes les courses d'au moins 8 partants et le Couplé Ordre se joue sur toutes les courses de 4 à 7 partants. La mise de base au Couplé est de 1,5 €.
- Trio

Le principe est de trouver les 3 premiers chevaux de l'arrivée, soit dans l'ordre (Trio Ordre), soit dans le désordre (Trio) (les rapports étant différents). La mise de base au Trio est de 1,5 €.
- Report+

Le Report+ est constitué d'une succession de paris Simple Gagnant, Simple Placé, Couplé Gagnant, Couplé Placé ou 2sur4. Le principe consiste à reporter les gains obtenus d’une course à une suivante (consécutives ou non). Il est possible de reporter soit 1/4, 1/2, 3/4 ou la totalité des gains sur un pari suivant, les gains non-reportés étant récupérés par le joueur. Il n’est possible de parier que sur une réunion à la fois. La mise de base est de 1 €.

### SpOt

Pariez Spot

Quinté + Spot

2 sur 4 Spot

Multi Spot

Trio Spot

Le SpOt est l'équivalent du système Flash de la Française des Jeux. Le principe est de laisser l'ordinateur choisir la combinaison à la place du joueur. Cependant, le SpOt est plus évolué, dans la mesure où il tient compte des paris déjà enregistrés par l'ensemble des parieurs, afin de proposer une combinaison « réaliste ». En effet, le PMU s'appuie sur des courses avec des concurrents ayant des capacités différentes. Aussi, si la combinaison choisie par l'ordinateur était totalement aléatoire, elle produirait des résultats souvent trop éloignés de la réalité. Le hasard est donc en partie atténué par la prise en compte des paris des autres joueurs. Le système SpOt est utilisable sur la plupart des jeux proposés par le PMU (hormis Simple et Report+). Le SpOt est jouable de deux façons : soit le parieur laisse l'ordinateur choisir l'intégralité des chevaux à sa place, soit le parieur choisit quelques chevaux lui-même et laisse l'ordinateur compléter son pari (pari mixte).
La mise de base des SpOt sont identiques aux paris normaux.